# Monnet-la-Ville
Monnet-la-Ville är en kommun i departementet Jura i regionen Bourgogne-Franche-Comté i östra Frankrike. Kommunen ligger i kantonen Champagnole som tillhör arrondissementet Lons-le-Saunier. År 2022 hade Monnet-la-Ville 332 invånare.

## Befolkningsutveckling
Antalet invånare i kommunen Monnet-la-Ville
Referens:INSEE